# Старі Зятці
Старі Зя́тці (рос. Старые Зятцы) — село в Якшур-Бодьїнському районі Удмуртії, Росія.
Населення — 1310 осіб (2010; 1412 в 2002).
Національний склад (2002):
- росіяни — 56 %
- удмурти — 44 %

## Історія

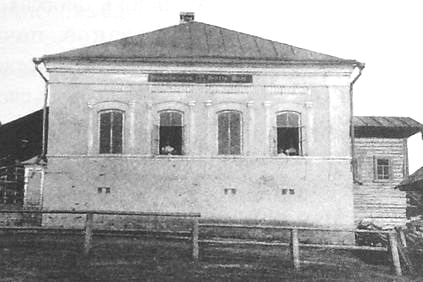
Церковно-парафіяльна школа (1812)

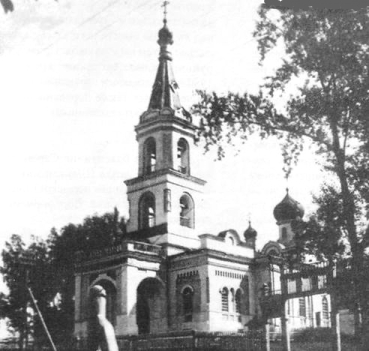
Церква ікони Казанської Богоматері (1874–1895)

Село засноване 1751 року. У грудні 1762 року збудована та освячена Христово-Різдвяна церква, 1895 року перейменована в Казансько-Богородицьку. Закрита 10 серпня 1938 року. Першим священиком був М.Шерстенніков. 1866 року відкрита земська школа, 1897 року — фельдшерсько-акушерський пункт. 1935 року село стає центром Старозятцинського району, який включав в себе 129 населених пунктів та 124 колгоспи. 1954 року утворений колгосп «Труд» шляхом об'єднання дрібних «Дуброво», «Труженник», «Іж-Правда», «Старі Зятці». 1958 року приєднано ще два — «Полум'я» та «15 років УАРСР», 1959 року ще два — «Маяк» та «За урожай». 1968 року утворений радгосп «Старозятцинський» із колгоспів «Труд», «Ударник» та «Маяк». 16 січня 1965 року був ліквідований Старзятцинський район, село увійшло до складу Якшур-Бодьїнського району. 1975 року відкрито краєзнавчий музей, першим керівником була учителька Н. А. Шутова. 1984 року відкрито допоміжну школу, 1998 року збудований новий корпус лікарні.

## Урбаноніми[3]
- вулиці — Гагаріна, Жовтнева, Кіровська, Лісова, Ломоносова, Миру, Молодіжна, Нова, Паркова, Першотравнева, Праці, Пролетарська, Радгоспна, Радянська, Робітнича, Свободи, Ювілейна
- провулки — Лікарняний
- площі — Свободи